# Tuluszka (osiedle)
Tuluszka (ros. Тулюшка) – osiedle przy stacji w Rosji, w obwodzie irkuckim, w rejonie kujtuńskim. W 2010 liczyło 1259 mieszkańców.